# سید محمود طباطبایی‌فر
سید محمود طباطبایی‌فر (۱۵ تیر ۱۳۲۱ گرمسار)، پزشک، استاد دانشگاه ،چهره ماندگار پزشکی و رئیس سابق دانشگاه علوم پزشکی شهید بهشتی است.

## سوابق
- استاد دانشگاه
- چهره ماندگار پزشکی
- نخستین استاد جراحی مغز و اعصاب دانشگاه تهران بعد انقلاب ۵۷
- رئیس سابق دانشگاه علوم پزشکی شهید بهشتی ۱۳۷۰–۱۳۷۶
- رئیس سابق دانشگاه علوم پزشکی آزاد اسلامی تهران ۱۳۹۶-۱۳۹۳
- مشاور و نماینده تام‌الاختیار وزیر در بخش خصوصی
- دبیر پیشین بورد تخصصی مغز و اعصاب[۱][۲][۳][۴][۵]